# Werner-Heisenberg-Gymnasium Neuwied
Das Werner-Heisenberg-Gymnasium (WHG) in Neuwied ist ein Gymnasium, das auf die 1707 gegründete Lateinischen Stadt- und Landesschule der Grafschaft Wied zurückgeht. Benannt ist die Schule seit 1972 nach dem Physiker Werner Heisenberg.

## Geschichte
1707 wurde die Lateinischen Stadt- und Landesschule der Grafschaft Wied unter dem Grafen Friedrich Wilhelm zu Wied errichtet. In der Lateinschule wurden bis zu 25 Schüler in Lesen, Schreiben, der evangelischen Lehre und Latein unterrichtet. Das Schulgebäude befand sich in einem Wohnhaus in der Engerser Straße.
1819 wurde die Schule in das Evangelische Gymnasium umgewandelt, das im Roentgenschen Haus in der Neuwieder Pfarrstraße untergebracht wurde und durch die Stadt, den Fürst und den Staat Preußen unterhalten wurde. 1825 kam es zur Bildung einer „Höheren Bürgerschule“ für 60 Schüler, einer nun städtischen und fürstlichen Einrichtung unter staatlicher Genehmigung. Schulgebäude war das Gebäude der alten Lateinschule in der Engerser Straße an der Ecke Marktstraße, das 1863 vollständig neu errichtet wurde.
1877 erfolgte unter dem Rektor Karl Bardt die Umwandlung in ein „vollständiges Gymnasium mit den realen Parallelklassen Quarta, Tertia, Sekunda“. Grund war hauptsächlich, dass Neuwied Sitz eines Landgerichts werden sollte. Zu dieser Zeit besuchten 293 Schüler die Schule, 193 evangelische, 70 katholische und 30 jüdische, wovon 73 nicht in Neuwied wohnhaft waren. 1882 wurde die Schule in „Gymnasium mit Realprogymnasium“ umbenannt und drei Jahre später verstaatlicht.

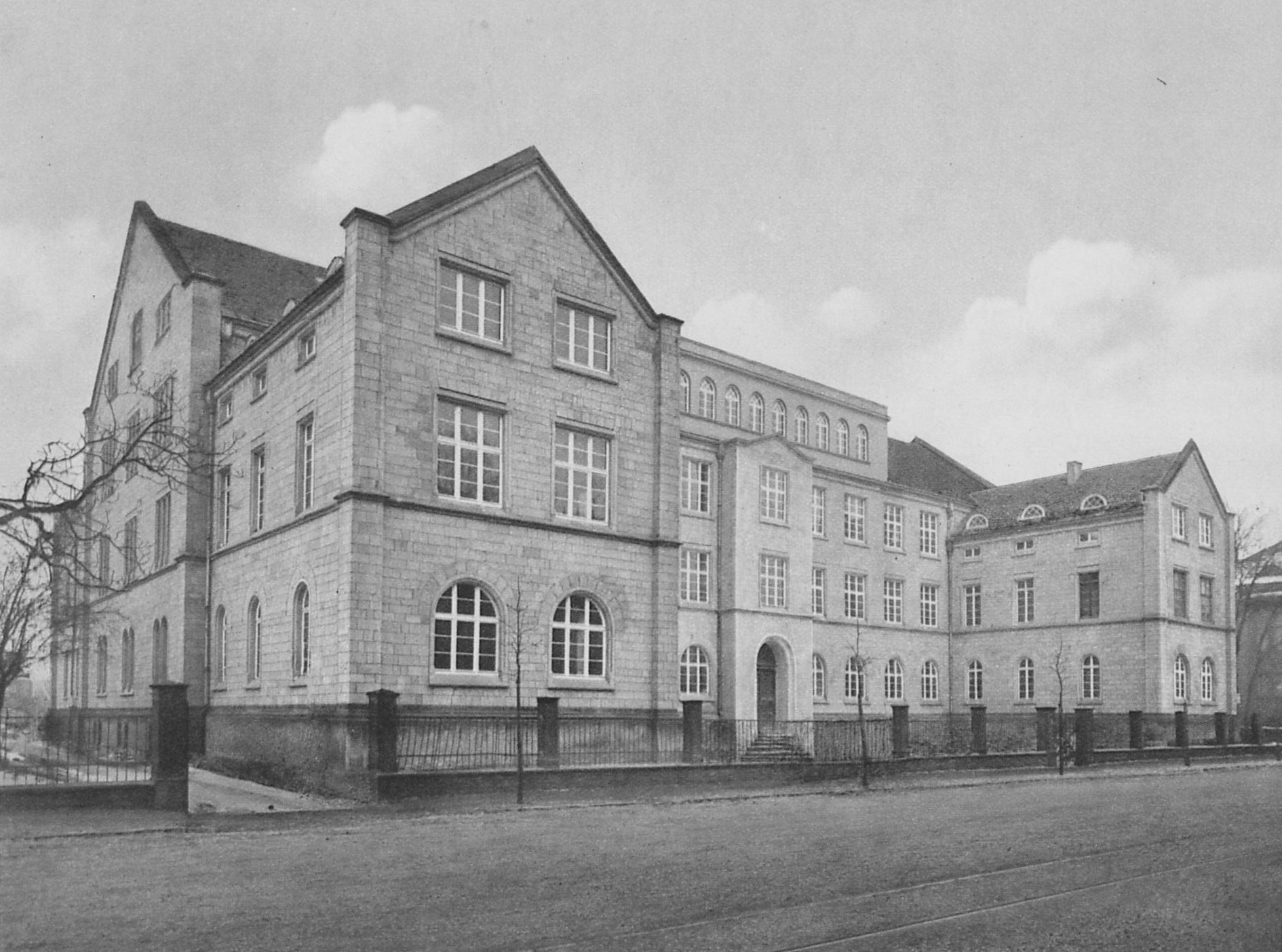
Das Gebäude des ehemaligen Lehrerseminars im Jahr des Umzugs 1927

1927 zog die Schule in das 1863 errichtete Gebäude des 1926 geschlossenen Lehrerseminars in der Engerser Landstraße um, in dem sich die Schule auch heute noch befindet. 1937 wurde das Gymnasium in eine „Oberschule für Jungen“ umgewandelt und in einen sprachlichen und einen naturwissenschaftlichen Zweig eingeteilt. Englisch wurde erste Fremdsprache.
Nach dem Zweiten Weltkrieg wurde die Schule am 1. Oktober 1945 wieder eröffnet, wenn auch zunächst in einem anderen Gebäude. Ab 1946 wurde die Schule in ein Einheitsgymnasium umgewandelt, wie es in der französischen Besatzungszone üblich war. 1947 folgte der Umzug in das alte Gebäude der Schule. In der Folge einer Schulreform wird nach dem Beschluss der Lehrer- und Elternschaft das Gymnasium als ein neusprachliches Gymnasium weitergeführt. Ab 1954 erfolgten Schüleraustausche mit französischen Schulen. Die Schule hatte in diesem Jahr 543 Schüler. Ab 1954 wurden in jedem Jahr Elternsprechtage durchgeführt.
1963 wurde die Schule um ein weiteres Gebäude mit sechs zusätzlichen Klassenräumen erweitert. Ab 1964 wurden Kernpflichtfächer und Wahlpflichtfächer eingeführt und  auch Mädchen besuchten die Schule. Bereits 1965 musste weiter erweitert werden, indem der Pavillon mit zwei Klassenräumen genutzt wurde. Es kam zu ersten Überlegungen um einen Neubau. Die Schule hatte im Jahre 1966 785 Schüler. Von 1966 bis 1969 bestand ein Zweig „Musisches Gymnasium“, der eine fachgebundene Hochschulreife vermittelte. 1967 besuchten 861 Schüler die Schule, wegen Lehrermangels müssen aber 24 % der Schulstunden ausfallen. Ab 1968 wurde ein mathematisch-naturwissenschaftlicher Zweig angeboten.
1971 besuchten 882 Jungen und 50 Mädchen die Schule. 1972 wurde die Schule in „Staatliches Werner-Heisenberg-Gymnasium Neuwied“ umbenannt; zu dem Zeitpunkt besuchten 1034 Schüler in 30 Klassen das Gymnasium. Sie wurden von 39 hauptamtlichen und 14 nebenamtlichen oder nebenberuflichen Lehrkräften unterrichtet. Im selben Jahr wurde die Theater-AG gegründet. 1973 wurde die „Mainzer Studienstufe“ mit einem ausdifferenzierten Kurssystem eingeführt. Das Schuljahr 1974 begann mit 1205 Schülern, weshalb trotz des Neubaus im Keller zwei zusätzliche Klassenräume eingerichtet wurden. Die Schüler besuchten 38 Klassen und Kurse. Wegen der 1877 erfolgten Umwandlung in ein Vollgymnasium wurde 1977 eine Feier zum hundertjährigen Bestehen gefeiert. Beim Wettbewerb Jugend forscht erzielten Schüler des Gymnasiums 1976 und 1978 einen Landessieg in der Sparte Mathematik bzw. Biologie. 1979 wurde der Oberstufenchor gegründet.
1422 Schüler besuchten 1980 die Schule, es bestanden 30 Klassen und 18 MSS-Stammkurse. Es wurde erstmals wieder Französisch als erste Fremdsprache angeboten, das Schulorchester begann seine Tätigkeit und das Schulfach Informatik wurde erstmals am Werner-Heisenberg-Gymnasium angeboten. 1981 wurde die Video-Bibliothek eröffnet. 1982 trat die Theater-AG beim Jugendtheatertreffen in Berlin auf und vertrat dort Rheinland-Pfalz. M. Gergeleit und H.-W. Horn gewannen 1987 den Deutschen Softwarepreis für ein Lernprogramm für das Fach Biologie. 1989 wurde mit einer Klasse die Schulform „Achtjähriges Gymnasium in Ganztagsform“ als Versuchsprojekt begonnen.
Die Theater-AG vertrat 1991 das Land Rheinland-Pfalz beim Schultheatertreffen der Länder mit der Produktion "Unsere Republik". 1995 reiste die AG mit George Taboris „Die Kannibalen“ zum Schultheatertreffen in Hamburg und wurde durch die Stadt mit dem Kulturpreis der Stadt Neuwied ausgezeichnet. 1997 begann der Schüleraustausch mit der Brisbane Grammar School in Australien (Brisbane).
2007 feierte die Schule ihr 300-jähriges Jubiläum. Am 20. Juni 2009 wurde das WHG im Rahmen eines Sportfestes zur 6. "Partnerschule des Sports" in Rheinland-Pfalz ernannt.

## Ehemalige Lehrer
- Friedrich Christian Matthiä, Pädagoge und Altphilologe, Lehrer an der Lateinischen Stadt- und Landesschule der Grafschaft Wied 1787–1789
- Friedrich Kortüm, Historiker, Lehrer am Gymnasium 1818–1819
- Karl Wilhelm Göttling, Klassischer Philologe, Direktor des Gymnasiums 1819–1821
- Lorenz Goetz, Theologe, Mitglied der Frankfurter Nationalversammlung sowie des Preußischen Abgeordnetenhauses, Rektor der höheren Bürgerschule 1838–1877 und Dirigent der mit dem Gymnasium verbundenen Realklassen 1877–1881
- Gottlob Dittmar, Pädagoge und Autor, Lehrer 1868–1882
- Karl Bardt, Klassischer Philologe, Direktor des Gymnasiums 1877–1881
- Wilhelm Wegehaupt, Klassischer Philologe, Direktor des Gymnasiums 1881–1890
- Ewald Gnau, Botaniker, Probekandidat am Gymnasium 1882–1883
- Karl Vorländer, Philosophiehistoriker, Probekandidat am Gymnasium 1883
- Alfred Biese, Literaturhistoriker, Direktor 1899–1913
- Felix Scheidweiler, Klassischer Philologe, Oberlehrer am Gymnasium 1911–1921
- Guta von Freydorf-Stephanow, Bildhauerin und Malerin, Kunstlehrerin am Gymnasium in den 1930er/1940er-Jahren
- Edzard Visser, Altphilologe, Lehrer am Werner-Heisenberg-Gymnasium 1987

## Ehemalige Schüler

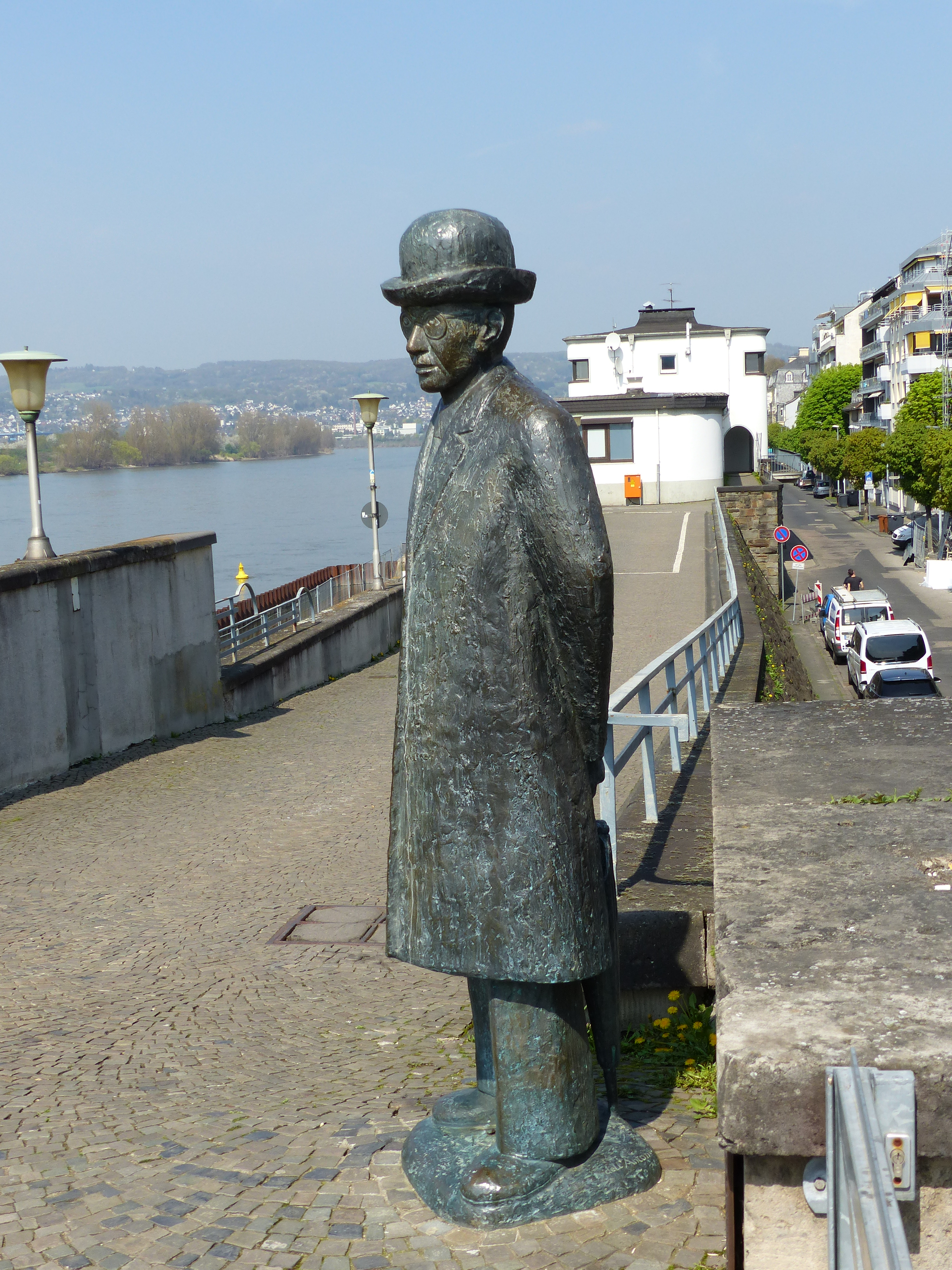
Der spätere Bürgermeister Robert Krups machte sein Abitur 1907

- Johannes Mohn, Schulwechsel 1872, Verleger (Bertelsmann)
- Wilhelm Reinhard, Abitur 1879, evangelischer Theologe und Politiker (DNVP)
- Adam Günther, um 1875–1880, Stadtbautechniker, Archäologe und Museumsleiter
- Friedrich Moritz, Abitur 1880, Arzt
- Ferdinand Siegert, Abitur 1885,[12] Kinderarzt
- Konrad Saenger, Abitur 1887,[13] Präsident des Preußischen Statistischen Landesamtes
- Hans Wegehaupt, Abitur 1890,[14] Philologe und Gymnasiallehrer
- Hermann Klingspor, Abitur 1905,[15] Unternehmer und Politiker
- Robert Krups, Abitur 1907,[16] Bürgermeister der Stadt Neuwied und Initiator des Deichbaus
- Friedrich Wolf, Abitur 1907,[16] Arzt und Schriftsteller
- Karl Larenz, Schulwechsel um 1913, Zivilrechtler
- Otto Wemper, Abitur 1914,[17] Forstmann
- Joachim von Elbe, Abitur 1920, Jurist und Diplomat
- Otto Leggewie, Abitur 1929, Altphilologe und Fachdidaktiker
- Wilhelm Ulmen, Abitur 1934, Politiker (FDP)
- Wilhelm Massing, Abitur 1944, Politiker (CDU)
- Dieter Masuhr, Abitur 1957, Maler und Architekt
- Karl F. Masuhr,[18] Abitur 1958, Neurologe, Psychiater, Buchautor
- Rolf Peffekoven,[19] Abitur 1958, Finanzwissenschaftler und langjähriges Mitglied des Sachverständigenrates zur Begutachtung der gesamtwirtschaftlichen Entwicklung
- Franz Salditt,[19] Abitur 1958, Rechtsanwalt und Honorarprofessor
- Helmut M. Schäfer, Abitur 1961, Jurist und Hochschullehrer
- Wolfram Sterry,[19] Abitur 1968, Dermatologe
- Georg Schmidt, Abitur 1970, Historiker
- Klaus Neidhardt,[19] Abitur 1971, Sozialwissenschaftler und Gründungspräsident der Deutschen Hochschule der Polizei
- Hans-Georg Fleck, Abitur 1972, Historiker
- Ludger Lohmann,[19] Abitur 1972,[20] Musiker und Hochschullehrer
- Manfred Krupp,[19] Schulwechsel 1971 (Abitur 1974 in Neuwied)[21], Intendant des Hessischen Rundfunks
- Friedhelm Hahn, Abitur 1974, Gymnasiallehrer, Regisseur und Autor
- Rolf Wirtgen, Abitur 1975, Militärhistoriker
- Jörg Bewersdorff,[19] Abitur 1975, Mathematiker
- Jost B. Jonas,[22] Abitur 1975, Augenarzt und Hochschullehrer
- Herbert Waldmann,[19] Abitur 1976, Chemiker
- Sebastian Dette,[19] Abitur 1977, Richter am Bundesverwaltungsgericht und anschließend Präsident des Rechnungshofes Thüringens
- Walter Jakob Ohm,[19] Abitur 1977, Generalmajor
- Lutz Neitzert,[19] Abitur 1978, Kultursoziologe und Publizist
- Thomas Kinne, Abitur 1980, Autor und vielfach erfolgreicher Teilnehmer bei Gameshows
- Klaus M. Schmidt, Abitur 1980, Wirtschaftswissenschaftler
- Hans-Jürgen Urban,[19] Abitur 1981, Gewerkschafter
- Thomas de Padova,[19] Abitur 1984, Wissenschaftspublizist
- Mark Schneider,[19] Abitur 1984,[20] Vorstandsvorsitzender von Fresenius und anschließend CEO von Nestlé
- Christoph Steinbeck,[19] Abitur 1985, Chemiker
- Patrick Hünerfeld, Abitur 1988, Arzt und Journalist
- Tilman Plehn,[19] Abitur 1988, theoretischer Teilchenphysiker und Hochschullehrer
- Martin Werhand,[19] Abitur 1988, Verleger, Herausgeber und Schriftsteller
- Sven Lefkowitz,[23] Abitur 1989, Politiker (SPD)
- Tonke Dennebaum[24], Abitur 1994, römisch-katholischer Theologe
- Mathias Hegele,[25] Abitur 1998, Sportwissenschaftler und Hochschullehrer
- Lukas Stollhof,[19] Abitur 1999, Organist, Chorleiter und Komponist
- Max Walscheid,[19] Abitur 2012, Radrennfahrer